# Gnaphosa tuvinica
Gnaphosa tuvinica är en spindelart som beskrevs av Yuri M. Marusik och Dmitri Viktorovich Logunov 1992. Gnaphosa tuvinica ingår i släktet Gnaphosa och familjen plattbuksspindlar. Inga underarter finns listade i Catalogue of Life.